# Brette
Brette là một xã thuộc tỉnh Drôme trong vùng Auvergne-Rhône-Alpes đông nam nước Pháp. Xã Brette nằm ở khu vực có độ cao từ 514-1605 mét trên mực nước biển.